# Commodore PET
Commodore PET (P ersonal Electronic T ransactor) — домашній персональний комп'ютер, що випускався компанією Commodore з 1977 року. Хоча цей пристрій не отримав широкого поширення за межами Північної Америки та Великої Британії, це був перший повноцінний комп'ютер Commodore, і він послужив основою для майбутнього успіху компанії.